# Списък с филмите на „Уорнър Брос“ (2000 – 2009)
Това е списък с филмите, които са продуцирани, копродуцирани, и/или разпространени от „Уорнър Брос“ през 2000–2009 г.

## 2000
| Премиера             | Заглавие                                                | Бележки                                                                                              |
| -------------------- | ------------------------------------------------------- | --- |
| 18 февруари 2000 г.  | Девет ярда                                              | единствено разпространие; копродукция с Morgan Creek Productions and Franchise Pictures              |
| 3 март 2000 г.       | Моето куче Скип                                         | копродукция с Alcon Entertainment                                                                    |
| 22 март 2000 г.      | Ромео трябва да умре                                    | копродукция с Silver Pictures                                                                        |
| 7 април 2000 г.      | Готови за бой                                           | копродукция с Outlaw Productions, Bel Air Entertainment и World Championship Wrestling               |
| 21 април 2000 г.     | Клюки                                                   | копродукция с Village Roadshow Pictures и NPV Entertainment                                          |
| 12 май 2000 г.       | Бойно поле Земя                                         | копродукция с Morgan Creek Productions and Franchise Pictures                                        |
| 30 юни 2000 г.       | Перфектната буря                                        | копродукция с Baltimore Pictures и Radiant Productions                                               |
| 19 юли 2000 г.       | Тълпата                                                 | единствено разпространие; копродукция с Morgan Creek Productions                                     |
| 21 юли 2000 г.       | Покемон 2000: Филмът                                    | копродукция с Kids' WB, Nintendo и 4Kids Entertainment                                               |
| 4 август 2000 г.     | Звездни каубои                                          | копродукция с Village Roadshow Pictures, NPV Entertainment и Malpaso Productions                     |
| 11 август 2000 г.    | Аматьорите                                              | копродукция с Bel Air Entertainment                                                                  |
| 25 август 2000 г.    | Изкуството на войната                                   | копродукция с Morgan Creek Productions and Franchise Pictures                                        |
| 15 септември 2000 г. | Примамката                                              | копродукция с Castle Rock Entertainment                                                              |
| 22 септември 2000 г. | Отбор глупаци                                           | |
| 29 септември 2000 г. | В ръцете на непознатите: Историите на детския транспорт | |
| 29 септември 2000 г. | Шампионите на изложбата                                 | копродукция с Castle Rock Entertainment                                                              |
| 6 октомври 2000 г.   | Законът на Картър                                       | копродукция с Morgan Creek Productions, The Canton Company и Franchise Pictures                      |
| 20 октомври 2000 г.  | Предай нататък                                          | копродукция с Bel Air Entertainment                                                                  |
| 10 ноември 2000 г.   | Червената планета                                       | копродукция с Village Roadshow Pictures, NPV Entertainment и The Mark Canton Company                 |
| 8 декември 2000 г.   | Доказано жив                                            | копродукция с Castle Rock Entertainment и Bel Air Entertainment                                      |
| 22 декември 2000 г.  | Мис таен агент                                          | копродукция с Fortis Films, NPV Entertainment, Castle Rock Entertainment и Village Roadshow Pictures |

## 2001
| Премиера             | Заглавие                        | Бележки |
| -------------------- | ------------------------------- | --- |
| 19 януари 2001 г.    | Клетвата                        | копродукция с Morgan Creek Productions and Franchise Pictures                                                                   |
| 2 февруари 2001 г.   | Свети Валентин                  | копродукция с Village Roadshow Pictures, NPV Entertainment и Mace Neufeld Productions                                           |
| 16 февруари 2001 г.  | Месец любов                     | копродукция с Bel Air Entertainment                                                                                             |
| 23 февруари 2001 г.  | 3000 мили до Грейсланд          | копродукция с Morgan Creek Productions and Franchise Pictures                                                                   |
| 2 март 2001 г.       | Агент в оставка                 | копродукция с Village Roadshow Pictures, NPV Entertainment и Robert Simmons Productions                                         |
| 16 март 2001 г.      | Открити рани                    | копродукция с Village Roadshow Pictures, NPV Entertainment и Silver Pictures                                                    |
| 6 април 2001 г.      | Покемон 3: Филмът               | копродукция с Kids' WB, Nintendo и 4Kids Entertainment                                                                          |
| 27 април 2001 г.     | Гориво в кръвта                 | копродукция с Franchise Pictures                                                                                                |
| 27 април 2001 г.     | Чинията                         | |
| 18 май 2001 г.       | Ангелски очи                    | копродукция с Morgan Creek Productions and Franchise Pictures                                                                   |
| 8 юни 2001 г.        | Парола: Риба меч                | копродукция с Village Roadshow Pictures, NPV Entertainment и Silver Pictures                                                    |
| 29 юни 2001 г.       | Изкуствен интелект              | Театрален и международен разпространител; копродукция с DreamWorks Pictures, Amblin Entertainment и Stanley Kubrick Productions |
| 4 юли 2001 г.        | Котки и кучета                  | копродукция с Village Roadshow Pictures и NPV Entertainment                                                                     |
| 10 август 2001 г.    | Осмозис Джоунс                  | копродукция с Warner Bros. Feature Animation и Conundrum Entertainment                                                          |
| 17 август 2001 г.    | Американски бандити             | копродукция с Morgan Creek Productions                                                                                          |
| 24 август 2001 г.    | Лятна свалка                    | копродукция с Bel Air Entertainment                                                                                             |
| 7 септември 2001 г.  | Рок звезда                      | копродукция с Bel Air Entertainment                                                                                             |
| 28 септември 2001 г. | Сърца в Атлантида               | копродукция с Castle Rock Entertainment, Village Roadshow Pictures и NPV Entertainment                                          |
| 5 октомври 2001 г.   | Тренировъчен ден                | копродукция с Village Roadshow Pictures, NPV Entertainment и Outlaw Productions                                                 |
| 26 октомври 2001 г.  | 13 призрака                     | единствено разпространение в САЩ; копродукция с Columbia Pictures и Dark Castle Entertainment                                   |
| 9 ноември 2001 г.    | Обир                            | единствено разпространение; копродукция с Morgan Creek Productions and Franchise Pictures                                       |
| 16 ноември 2001 г.   | Хари Потър и Философският камък | копродукция с Heyday Films, 1492 Pictures и Duncan Henderson Productions                                                        |
| 30 ноември 2001 г.   | Измамата с колието              | копродукция с Alcon Entertainment                                                                                               |
| 7 декември 2001 г.   | Бандата на Оушън                | копродукция с Village Roadshow Pictures, NPV Entertainment и Jerry Weintraub Productions                                        |
| 21 декември 2001 г.  | Маджестик                       | копродукция с Castle Rock Entertainment, Village Roadshow Pictures и NPV Entertainment                                          |
| 28 декември 2001 г.  | Шарлот Грей                     | единствено разпространение в САЩ                                                                                                |

## 2002
| Премиера             | Заглавие                       | Бележки |
| -------------------- | ------------------------------ | --- |
| 25 януари 2002 г.    | Незабравимата                  | копродукция с Pandora и Di Novi Pictures |
| 8 февруари 2002 г.   | Косвени жертви                 | копродукция с Bel Air Entertainment |
| 22 февруари 2002 г.  | Кралицата на прокълнатите      | копродукция с Village Roadshow Pictures и NPV Entertainment |
| 8 март 2002 г.       | Машината на времето            | международен разпространител; копродукция с DreamWorks Pictures, Parkes/MacDonald Pictures и Arnold Leibovit Entertainment                                                                                    |
| 15 март 2002 г.      | Шоуто започва                  | копродукция с Village Roadshow Pictures, NPV Entertainment, Eddie Murphy Productions и Tribeca Productions |
| 15 март 2002 г.      | Говори с нея                   | единствено разпространение |
| 29 март 2002 г.      | Смърт на Смучи                 | единствено разпространение в САЩ; копродукция с Film4 Productions |
| 19 април 2002 г.     | Убийство по учебник            | копродукция с Castle Rock Entertainment |
| 26 април 2002 г.     | Соленото езеро                 | копродукция с Castle Rock Entertainment |
| 24 май 2002 г.       | Опасно безсъние                | копродукция с Alcon Entertainment и Section Eight Productions |
| 7 юни 2002 г.        | Съкровените тайни на жриците   | копродукция с Gaylord Films |
| 14 юни 2002 г.       | Скуби-Ду                       | копродукция с Hanna-Barbera Productions и Mosaic Media Group |
| 21 юни 2002 г.       | Боже, това е мъж!              | копродукция с Morgan Creek Productions |
| 3 юли 2002 г.        | Реактивните момичета: Филмът   | коразпространен с Cartoon Network; продуциран от Cartoon Network Studios |
| 17 юли 2002 г.       | Осмокраки гадини               | копродукция с Village Roadshow Pictures, NPV Entertainment и Electric Entertainment |
| 9 август 2002 г.     | Кръв                           | копродукция с Malpaso Productions |
| 16 август 2002 г.    | Приключенията на Плуто Наш     | копродукция с Castle Rock Entertainment, Village Roadshow Pictures, Eddie Murphy Productions и NPV Entertainment                                                                                              |
| 30 август 2002 г.    | Страх.com                      | северноамериканско и японско разпространение с Franchise Pictures; копродукция с MDP Worldwide, ApolloMedia, Fear Com Productions, и Carousel Film Company; международно разпространение от Columbia Pictures |
| 30 август 2002 г.    | Отмъщение за Анджело           | театрално разпространение; копродукция с Franchise Pictures и DEJ Productions (закупен от Millennium Entertainment), пуснат в Италия през 2001 г.                                                             |
| 6 септември 2002 г.  | Град край морето               | копродукция с Franchise Pictures |
| 20 септември 2002 г. | Балистик: Екс срещу Севър      | копродукция с Franchise Pictures |
| 27 септември 2002 г. | Слънчеви понеделници           | единствено разпространение |
| 11 октомври 2002 г.  | Белият олеандър                | копродукция с Pandora |
| 18 октомври 2002 г.  | Добре дошли в Колинууд         | копродукция с Pandora |
| 25 октомври 2002 г.  | Призрачен кораб                | копродукция с Village Roadshow Pictures, NPV Entertainment и Dark Castle Entertainment |
| 6 ноември 2002 г.    | Фаталната жена                 | единствено разпространение в САЩ |
| 15 ноември 2002 г.   | Хари Потър и Стаята на тайните | копродукция с Heyday Films, 1492 Pictures и Miracle Productions |
| 6 декември 2002 г.   | Анализирай онова               | копродукция с Village Roadshow Pictures, NPV Entertainment и Tribeca Productions |
| 20 декември 2002 г.  | Срок за влюбване               | копродукция с Castle Rock Entertainment, Village Roadshow Pictures и NPV Entertainment |

## 2003
| Премиера             | Заглавие                               | Бележки |
| -------------------- | -------------------------------------- | --- |
| 17 януари 2003 г.    | Кенгуруто Джак                         | копродукция с Castle Rock Entertainment и Jerry Bruckheimer Films                                                                                         |
| 21 февруари 2003 г.  | Богове и генерали                      | копродукция с Mace Neufeld Productions |
| 28 февруари 2003 г.  | От люлка до гроб                       | копродукция с Silver Pictures |
| 21 март 2003 г.      | Капан за сънища                        | копродукция с Castle Rock Entertainment, Village Roadshow Pictures и NPV Entertainment                                                                    |
| 28 март 2003 г.      | Комедийното турне на Блу Колар: Филмът | |
| 4 април 2003 г.      | Какво искат момичетата                 | копродукция с Gaylord Films |
| 18 април 2003 г.     | Страшилището на Малибу                 | |
| 9 май 2003 г.        | Могъщ вятър                            | копродукция с Castle Rock Entertainment |
| 15 май 2003 г.       | Матрицата: Презареждане                | копродукция с Village Roadshow Pictures, NPV Entertainment и Silver Pictures                                                                              |
| 23 май 2003 г.       | Роднини под прикритие                  | копродукция с Franchise Pictures |
| 3 юни 2003 г.        | Аниматрицата                           | копродукция с Village Roadshow Pictures, Silver Pictures, Square Pictures, Studio 4°C, Madhouse и DNA Productions                                         |
| 20 юни 2003 г.       | Алекс и Ема                            | копродукция с Franchise Pictures |
| 2 юли 2003 г.        | Терминатор 3: Бунтът на машините       | единствено разпространение в Северна Америка; копродукция с Intermedia Films и C2 Pictures; Columbia Pictures поддържа международните права               |
| 1 август 2003 г.     | Ще бъда там                            | копродукция с Morgan Creek Productions |
| 15 август 2003 г.    | Grind                                  | |
| 12 септември 2003 г. | Кибритлии                              | копродукция с ImageMovers и Scott Free Productions |
| 18 септември 2003 г. | Малки гласове                          | |
| 15 октомври 2003 г.  | Реката на тайните                      | номинация за „Оскар“ за най-добър филм номинация за „Златен глобус“ за най-добър филм - драма копродукция с Village Roadshow Pictures и NPV Entertainment |
| 5 ноември 2003 г.    | Матрицата: Революции                   | копродукция с Village Roadshow Pictures, NPV Entertainment и Silver Pictures                                                                              |
| 14 ноември 2003 г.   | Шантави рисунки: Отново в действие     | копродукция с Warner Bros. Feature Animation, Baltimore/Cold Spring Creek Pictures, Goldmann Pictures и Lonely Film Productions CmbH & Co. kg             |
| 21 ноември 2003 г.   | Готика                                 | единствено разпространение в САЩ; копродукция с Columbia Pictures и Dark Castle Entertainment                                                             |
| 5 декември 2003 г.   | Последният самурай                     | копродукция с Radar Pictures, The Bedford Falls Company и Cruise/Wagner Productions                                                                       |
| 12 декември 2003 г.  | Невъзможно твой                        | международен разпространител; копродукция с Columbia Pictures и Waverly Films                                                                             |
| 12 декември 2003 г.  | Любовта не струва нищо                 | копродукция с Alcon Entertainment |

## 2004
| Премиера             | Заглавие                            | Бележки |
| -------------------- | ----------------------------------- | --- |
| 9 януари 2004 г.     | Преследването на Либърти            | копродукция с Alcon Entertainment |
| 16 януари 2004 г.    | Ускорение                           | копродукция с Village Roadshow Pictures, NPV Entertainment и Moritz Original                                                                             |
| 30 януари 2004 г.    | Големият заговор                    | копродукция с Shangri-La Entertainment |
| 20 февруари 2004 г.  | Клифърд: Голямата звезда            | копродукция с Scholastic Corporation и Big Red Dog Productions                                                                                           |
| 5 март 2004 г.       | Старски и Хъч                       | единствено разпространение; копродукция с Dimension Films                                                                                                |
| 12 март 2004 г.      | Спартанец                           | единствено разпространение; копродукция с Franchise Pictures                                                                                             |
| 19 март 2004 г.      | Крадец на животи                    | копродукция с Village Roadshow Pictures и Atmosphere Pictures                                                                                            |
| 19 март 2004 г.      | Лошо възпитание                     | единствено разпространение |
| 26 март 2004 г.      | Скуби-Ду 2: Чудовища на свобода     | копродукция с Hanna-Barbera Productions и Mosaic Media Group                                                                                             |
| 9 април 2004 г.      | Десет ярда                          | единствено разпространение в САЩ, Великобритания, Франция и Турция; копродукция с Franchise Pictures и Cheyenne Enterprises                              |
| 7 май 2004 г.        | Приключения в Ню Йорк               | копродукция с Dualstar Entertainment Group |
| 14 май 2004 г.       | Троя                                | копродукция с Plan B Entertainment и Radiant Productions                                                                                                 |
| 4 юни 2004 г.        | Хари Потър и Затворникът от Азкабан | копродукция с Heyday Films, 1492 Pictures и P of A Productions                                                                                           |
| 16 юли 2004 г.       | Историята на Пепеляшка              | копродукция с Dylan Sellers Productions и Clifford Werber Productions                                                                                    |
| 23 юли 2004 г.       | Жената-котка                        | копродукция с Village Roadshow Pictures |
| 13 август 2004 г.    | Ю-Ги-О: Пирамидата на светлината    | разпространител |
| 20 август 2004 г.    | Заклинателят: Началото              | единствено разпространение; копродукция с Morgan Creek Productions                                                                                       |
| 17 септември 2004 г. | Агент Фънки                         | копродукция с Franchise Pictures |
| 26 септември 2004 г. | Звездата на Лаура                   | копродукция с Rothkirch Cartoon Film, MABO Pictures Filmproduktion and Comet Film                                                                        |
| 10 ноември 2004 г.   | Полярен експрес                     | копродукция с Castle Rock Entertainment, Shangri-La Entertainment, ImageMovers и Playtone Entertainment                                                  |
| 24 ноември 2004 г.   | Александър                          | разпространение в Америка, Великобритания, Италия и Океания; копродукция с Intermedia Films, Pathé, France 3 Cinema, Constantin Film and IMF Productions |
| 10 декември 2004 г.  | Бандата на Оушън 2                  | копродукция с Village Roadshow Pictures, NPV Enterainment, Jerry Weintraub Productions и Section Eight Productions                                       |
| 15 декември 2004 г.  | Момиче за милиони                   | Награда „Оскар“ за най-добър филм, единствено разпространение в САЩ; копродукция с Lakeshore Entertainment и Malpaso Productions                         |
| 25 декември 2004 г.  | Авиаторът                           | единствено разпространение в САЩ; копродукция с Forward Pass, IMD, Initial Entertainment Group и Appian Way Productions                                  |

## 2005
| Премиера             | Заглавие                                     | Бележки |
| -------------------- | -------------------------------------------- | --- |
| 14 януари 2005 г.    | Зебрата състезател                           | единствено разпространение в САЩ; копродукция с Alcon Entertainment, Summit Entertainment и The Zanuck Company                                    |
| 21 януари 2005 г.    | Фантомът от операта                          | единствено разпространение в САЩ |
| 18 февруари 2005 г.  | Константин                                   | копродукция с Village Roadshow Pictures, Weed Road Pictures, Di Bonaventura Pictures, Vertigo (DC Comics) и The Donners' Company                  |
| 24 март 2005 г.      | Мис таен агент 2: Въоръжена и прекрасна      | копродукция с Fortis Films, Castle Rock Entertainment и Village Roadshow Pictures                                                                 |
| 6 май 2005 г.        | Къщата на восъка                             | копродукция с Village Roadshow Pictures и Dark Castle Entertainment                                                                               |
| 20 май 2005 г.       | Заклинателят: Господство                     | единствено разпространение; копродукция с Morgan Creek Productions                                                                                |
| 1 юни 2005 г.        | Женско братство                              | копродукция с Alcon Entertainment и Di Novi Pictures                                                                                              |
| 15 юни 2005 г.       | Батман в началото                            | копродукция с Legendary Pictures, DC Comics и Syncopy Films                                                                                       |
| 15 юли 2005 г.       | Чарли и шоколадовата фабрика                 | копродукция с Village Roadshow Pictures, Plan B Entertainment, The Zanuck Company и Theobald Film Productions                                     |
| 22 юли 2005 г.       | Островът                                     | международен разпространител; копродукция с DreamWorks Pictures и Parkes/MacDonald Productions, американско разпространение от Paramount Pictures |
| 29 юли 2005 г.       | И да обичаш кучета                           | копродукция с Team Todd и Ubu Productions |
| 5 август 2005 г.     | Царете на хаоса                              | копродукция с Village Roadshow Pictures |
| 2 септември 2005 г.  | Скок във времето                             | копродукция с Franchise Pictures |
| 23 септември 2005 г. | Булката труп                                 | копродукция с Tim Burton Productions, Laika Entertainment и Patalex II Productions                                                                |
| 29 септември 2005 г. | Малката полярна мечка 2: Тайнственият остров | единствено разпространение |
| 30 септември 2005 г. | Дюма                                         | копродукция с Gaylord Films и John Wells Productions                                                                                              |
| 7 октомври 2005 г.   | Лека нощ и късмет                            | единствено разпространение в САЩ; продуциран от Warner Independent Pictures и Patricipant Productions                                             |
| 21 октомври 2005 г.  | Целувки с неочакван край                     | копродукция с Silver Pictures |
| 21 октомври 2005 г.  | Северна страна                               | копродукция с Participant Media, Industry Entertainment и Nick Wechsler Productions                                                               |
| 18 ноември 2005 г.   | Хари Потър и Огненият бокал                  | копродукция с Heyday Films и Patalex IV Productions                                                                                               |
| 9 декември 2005 г.   | Сириана                                      | копродукция с Participant Productions и Section Eight Productions                                                                                 |
| 25 декември 2005 г.  | Хората говорят                               | копродукция с Village Roadshow Pictures |

## 2006
| Премиера            | Заглавие                 | Бележки |
| ------------------- | ------------------------ | --- |
| 5 януари 2006 г.    | Кралят на крадците       | копродукция с Thema Production, Comet Film Produktion GmbH, Delux Productions, Future Films и Arclight Films, американско разпространение от 20th Century Fox                                                   |
| 10 февруари 2006 г. | Защитна стена            | копродукция с Village Roadshow Pictures и Beacon Communications |
| 3 март 2006 г.      | Морските дълбини 3D      | копродукция с IMAX |
| 3 март 2006 г.      | 16 пресечки              | американско разпространение; копродукция с Millenium Films и Alcon Entertainment |
| 17 март 2006 г.     | V като Вендета           | копродукция с Virtual Studios, Vertigo (DC Comics), Silver Pictures и Anarchos Productions |
| 31 март 2006 г.     | Нова американска история | копродукция с Overbook Entertainment |
| 7 април 2006 г.     | Аутопсия на извънземните | единствено разпространение |
| 12 май 2006 г.      | Посейдон                 | копродукция с Virtual Studios и Weed Road Pictures |
| 12 май 2006 г.      | Спасяването на Шайло     | копродукция с New Dog, Rosenbloom Entertainment и Utopia Pictures |
| 16 юни 2006 г.      | Къщата на езерото        | копродукция с Village Roadshow Pictures |
| 28 юни 2006 г.      | Супермен се завръща      | копродукция с Legendary Pictures, DC Comics, Peters Entertainment и Bad Hat Harry Productions |
| 21 юли 2006 г.      | Жената от водата         | копродукция с Legendary Pictures и Blinding Edge Pictures |
| 28 юли 2006 г.      | Биячът на мравки         | копродукция с Legendary Pictures, Playtone и DNA Productions |
| 25 август 2006 г.   | Бирфест                  | копродукция с Legendary Pictures, Broken Lizard и Gerber Pictures |
| 1 септември 2006 г. | Капан                    | единствено разпространение във САЩ, Германия и Австрия |
| 6 октомври 2006 г.  | От другата страна        | Награда „Оскар“ за най-добър филм; копродукция с Plan B Entertainment, Media Asia Films и Vertigo Entertainment                                                                                                 |
| 11 октомври 2006 г. | Лабиринтът на фавна      | единствено разпространение |
| 20 октомври 2006 г. | Престиж                  | международен разпространител; копродукция с Touchstone Pictures, Newmarket Films и Syncopy Films, американско разпространение от Walt Disney Pictures                                                           |
| 20 октомври 2006 г. | Знамената на бащите ни   | единствен международен разпространител; копродукция с DreamWorks Pictures, Amblin Entertainment и Malpaso Productions                                                                                           |
| 17 ноември 2006 г.  | Весели крачета           | Награда „Оскар“ за най-добър пълнометражен анимационен филм; копродукция с Village Roadshow Pictures, Animal Logic и Kennedy-Miller Productions                                                                 |
| 22 ноември 2006 г.  | Изворът на живота        | единствен разпространител в САЩ; копродукция с Regency Enterprises, Protozoa Pictures и Foy, Inc.; 20th Century Fox поддържа всички международни територии (включително Франция, Германия, Швейцария и Австрия) |
| 8 декември 2006 г.  | Деца без придружител     | копродукция с Village Roadshow Pictures |
| 8 декември 2006 г.  | Кървав диамант           | копродукция с Virtual Studios |
| 15 декември 2006 г. | Добрият германец         | копродукция с Virtual Studios |
| 20 декември 2006 г. | Писма от Иво Джима       | номинация за „Оскар“ за най-добър филм; единствено разпространение в САЩ; копродукция с DreamWorks Pictures, Amblin Entertainment и Malpaso Productions; Paramount Pictures поддържа международните територии   |
| 22 декември 2006 г. | Безсмъртните Маршал      | копродукция с Legendary Pictures, Thunder Road Films и Wonderland Sound and Vision |

## 2007
| Премиера             | Заглавие                                            | Бележки |
| -------------------- | --------------------------------------------------- | --- |
| 14 февруари 2007 г.  | Текст и музика                                      | копродукция с Castle Rock Entertainment и Village Roadshow Pictures |
| 23 февруари 2007 г.  | Астронавтът фермер                                  | копродукция с Spring Creek Pictures и Polish Brothers Construction |
| 2 март 2007 г.       | Зодиак                                              | международно разпространение; копродукция с Paramount Pictures и Phoenix Pictures |
| 9 март 2007 г.       | 300                                                 | копродукция с Legendary Pictures, Initial Entertainment Group, Virtual Studios, Atmosphere Pictures, Hollywood Gang Films и Skylark Productions                                                          |
| 23 март 2007 г.      | Костенурките нинджа                                 | разпространение в Северна Америка, Япония, Франция, Испания, Великобритания и Бенелюкс; продуциран от Imagi Animation Studios, The Weinstein Company и Mirage Studios                                    |
| 5 април 2007 г.      | Черна жътва                                         | копродукция с Village Roadshow Pictures и Dark Castle Entertainment |
| 20 април 2007 г.     | На женска територия                                 | единствено разпространение; продуциран от Castle Rock Entertainment |
| 4 май 2007 г.        | Щастливецът                                         | копродукция с Village Roadshow Pictures |
| 8 юни 2007 г.        | Бандата на Оушън 3                                  | копродукция с Village Roadshow Pictures, Section Eight Productions и Jerry Weintraub Productions |
| 15 юни 2007 г.       | Нанси Дрю                                           | копродукция с Virtual Studios и Jerry Weintraub Productions |
| 3 юли 2007 г.        | Сватбен лиценз                                      | копродукция с Village Roadshow Pictures, Phoenix Pictures, Robert Simonds Productions, Underground Films and Management и Proposal Productions                                                           |
| 11 юли 2007 г.       | Хари Потър и Орденът на феникса                     | копродукция с Heyday Films |
| 27 юли 2007 г.       | Без резервации                                      | копродукция с Castle Rock Entertainment и Village Roadshow Pictures |
| 17 август 2007 г.    | Нашествието                                         | копродукция с Village Roadshow Pictures, Silver Pictures и Vertigo Entertainment |
| 10 септември 2007 г. | Сиропиталището                                      | единствено разпространение |
| 14 септември 2007 г. | Другата в мен                                       | копродукция с Village Roadshow Pictures и Silver Pictures |
| 14 септември 2007 г. | В долината на Давид и Голиат                        | единствено разпространение в САЩ и Франция; продуциран от Warner Independent Pictures и Summit Entertainment                                                                                             |
| 21 септември 2007 г. | Убийството на Джеси Джеймс от мерзавеца Робърт Форд | копродукция с Virtual Studios |
| 12 октомври 2007 г.  | Майкъл Клейтън                                      | номинация за „Оскар“ за най-добър филм номинация за „Златен глобус“ за най-добър филм - драма единствено разпространение в САЩ и Турция; копродукция с Senator Entertainment и Castle Rock Entertainment |
| 16 октомври 2007 г.  | Завръщане в къщата на страшния хълм                 | копродукция с Dark Castle Entertainment |
| 26 октомври 2007 г.  | Релси и траверси                                    | копродукция с Malpaso Productions |
| 9 ноември 2007 г.    | Фред Клаус                                          | копродукция с Silver Pictures |
| 16 ноември 2007 г.   | Беулф                                               | международен разпространител; копродукция с Shangri-La Entertainment, ImageMovers и Paramount Pictures                                                                                                   |
| 21 ноември 2007 г.   | Огъст Ръш                                           | копродукция с Odyssey Entertainment |
| 30 ноември 2007 г.   | Мамино момче                                        | копродукция с Carr-Santelli |
| 14 декември 2007 г.  | Аз съм легенда                                      | копродукция с Village Roadshow Pictures, Heyday Films, Weed Road Pictures, Overbrook Entertainment и Original Film                                                                                       |
| 21 декември 2007 г.  | Суини Тод: Бръснарят демон от Флийт Стрийт          | международен разпространител; копродукция с DreamWorks Pictures, Parkes/MacDonald Productions, The Zanuck Company и Neal Street Productions                                                              |
| 21 декември 2007 г.  | P.S. Обичам те!                                     | копродукция с Alcon Entertainment |
| 25 декември 2007 г.  | Ритни камбаната с финес                             | копродукция с Zadan / Meron Productions и Two Ton Films |

## 2008
| Премиера             | Заглавие                                   | Бележки |
| -------------------- | ------------------------------------------ | --- |
| 4 януари 2008 г.     | Пропуснато обаждане                        | копродукция с Kadokawa Pictures, Intermedia Films и Alcon Entertainment |
| 8 февруари 2008 г.   | Златна възможност                          | копродукция с Mace Neufeld Productions, Hollywood Gang Films и Skylark Productions |
| 7 март 2008 г.       | 10 000 пр.н.е.                             | копродукция с Legendary Pictures, Centropolis Entertainment и The Mark Gordon Company |
| 10 април 2008 г.     | Червеният барон                            | единствено международно разпространение (включително Германия) |
| 11 април 2008 г.     | Теория на хаоса                            | копродукция с Warner Independent Pictures и Castle Rock Entertainment |
| 25 април 2008 г.     | Харолд и Кумар: Бягство от Гуантанамо Бей  | единствен разпространител |
| 9 май 2008 г.        | Спийд Рейсър                               | копродукция с Village Roadshow Pictures, Silver Pictures, Anarchos Productions, Velocity Productions и Sechste Babelsberg Film                                                              |
| 30 май 2008 г.       | Сексът и градът                            | единствено разпространение; копродукция с New Line Cinema, Village Roadshow Pictures и HBO Films                                                                                            |
| 20 юни 2008 г.       | Умирай умно                                | копродукция с Village Roadshow Pictures, Di Bonaventura Pictures, Mosaic Media Group и Mad Chance Callahan Filmworks                                                                        |
| 2 юли 2008 г.        | Кит Китридж: Едно американско момиче       | единствено разпространение; копродукция с New Line Cinema, HBO Films, Picturehouse и American Girl Movies                                                                                   |
| 11 юли 2008 г.       | Пътуване до центъра на Земята              | единствено разпространение; копродукция с New Line Cinema и Walden Media |
| 18 юли 2008 г.       | Черният рицар                              | копродукция с Legendary Pictures, DC Comics и Syncopy Films |
| 6 август 2008 г.     | Женско братство                            | копродукция с Alcon Entertainment и Di Novi Pictures |
| 15 август 2008 г.    | Междузвездни войни: Войните на клонираните | единствено разпространение; продуциран от Lucasfilm и Lucasfilm Animation |
| 1 септември 2008 г.  | Жените                                     | единствено разпространение |
| 26 септември 2008 г. | Нощи в Роданте                             | копродукция с Village Roadshow Pictures |
| 3 октомври 2008 г.   | Апалуза                                    | единствено разпространение |
| 10 октомври 2008 г.  | Мрежа от лъжи                              | копродукция с Scott Free Productions и De Line Pictures |
| 24 октомври 2008 г.  | Гордост и слава                            | единствено разпространение |
| 31 октомври 2008 г.  | Рокенрола                                  | копродукция с Dark Castle Entertainment |
| 26 ноември 2008 г.   | Четири Коледи                              | единствено разпространение |
| 12 декември 2008 г.  | Гран Торино                                | копродукция с Village Roadshow Pictures, Malpaso Productions and Media Magik Entertainment                                                                                                  |
| 18 декември 2008 г.  | Рицар и половина                           | копродукция с Barefoot Films, Lionheart Entertainment и SevenPictures Film |
| 19 декември 2008 г.  | Навитакът                                  | копродукция с Village Roadshow Pictures, Heyday Films, Relativity Media и The Zanuck Company                                                                                                |
| 25 декември 2008 г.  | Странният случай с Бенджамин Бътън         | номинация за „Оскар“ за най-добър филм номинация за „Златен глобус“ за най-добър филм - драма международен разпространител; копродукция с Paramount Pictures и The Kennedy/Marshall Company |
| 25 декември 2008 г.  | Беднякът милионер                          | Награда „Оскар“ за най-добър филм; коразпространен с Fox Searchlight Pictures в САЩ; продуциран от Film4 Productions и Celador Films                                                        |

## 2009
| Премиера             | Заглавие                             | Бележки |
| -------------------- | ------------------------------------ | --- |
| 17 януари 2009 г.    | Царицата на супата                   | единствено разпространение |
| 23 януари 2009 г.    | Мастилено сърце                      | единствено разпространение |
| 6 февруари 2009 г.   | Тайната на Мунака                    | единствено разпространение |
| 7 февруари 2009 г.   | Той не си пада по теб                | единствено разпространение |
| 13 февруари 2009 г.  | Петък 13-и                           | единствено разпространение в Северна Америка; копродукция с New Line Cinema, Platinum Dunes, Crystal Lake Entertainment и Paramount Pictures                                              |
| 6 март 2009 г.       | Пазителите                           | единствено разпространение в САЩ; копродукция с Paramount Pictures, Legendary Pictures, DC Comics и Lawrence Gordon Productions                                                           |
| 10 април 2009 г.     | Винаги на пост                       | копродукция с Legendary Pictures и De Line Pictures |
| 17 април 2009 г.     | Отново на 17                         | единствено разпространение |
| 22 април 2009 г.     | Коко преди Шанел                     | копродукция с Canal+, Ciné+, France 2 Cinema и Sony Pictures Classics |
| 1 май 2009 г.        | Призраци на бивши гаджета            | единствено разпространение |
| 21 май 2009 г.       | Терминатор: Спасение                 | единствено разпространение в Северна Америка; копродукция с The Halcyon Company, Wonderland Sound и Vision and Moritz Borman Productions. Columbia Pictures поддържа международните права |
| 5 юни 2009 г.        | Ергенският запой                     | копродукция с Legendary Pictures и Green Hat Films |
| 16 юни 2009 г.       | Клетка 2                             | копродукция с New Line Cinema |
| 26 юни 2009 г.       | Споделен живот                       | единствено разпространение |
| 15 юли 2009 г.       | Хари Потър и Нечистокръвния принц    | копродукция с Heyday Films |
| 24 юли 2009 г.       | Сираче                               | копродукция с Dark Castle Entertainment и Appian Way Productions |
| 14 август 2009 г.    | Жената на пътешественика във времето | единствено разпространение |
| 21 август 2009 г.    | Камъкът на желанията                 | копродукция с Imagenation Abu Dhabi, Media Rights Capital и Troublemaker Studios |
| 28 август 2009 г.    | Последен изход 4                     | единствено разпространение |
| 11 септември 2009 г. | Ледена смърт                         | копродукция с Dark Castle Entertainment |
| 18 септември 2009 г. | Информаторът                         | копродукция с Participant Media и Groundswell Productions |
| 18 септември 2009 г. | Банда                                | единствено разпространение |
| 2 октомври 2009 г.   | Раждането на лъжата                  | единствено разпространение в САЩ; копродукция с Universal Pictures, Focus Features, Radar Pictures и Media Rights Capital                                                                 |
| 6 октомври 2009 г.   | Почерпка или пакост                  | копродукция с Legendary Pictures и Bad Hat Harry Productions |
| 16 октомври 2009 г.  | Където бродят дивите неща            | копродукция с Legendary Pictures, Village Roadshow Pictures и Playtone Entertainment |
| 28 октомври 2009 г.  | С куршум в главата                   | единствено разпространение в Франция |
| 6 ноември 2009 г.    | Кутията                              | копродукция с Radar Pictures и Media Rights Capital |
| 15 ноември 2009 г.   | Бен 10: Извънземно нашествие         | копродукция с Trouper Productions, Cartoon Network Studios и Alive and Kicking, Inc. |
| 20 ноември 2009 г.   | Сляпата страна                       | номинация за „Оскар“ за най-добър филм; копродукция с Alcon Entertainment |
| 25 ноември 2009 г.   | Нинджа убиец                         | копродукция с Legendary Pictures, Dark Castle Entertainment, Silver Pictures, Di Bonaventura Pictures и Anarchos Productions                                                              |
| 11 декември 2009 г.  | Несломим                             | копродукция с Spyglass Entertainment, Revelations Entertainment, Malpaso Productions и Mace Neufeld Productions                                                                           |
| 25 декември 2009 г.  | Шерлок Холмс                         | копродукция с Village Roadshow Pictures, Silver Pictures и Di Bonaventura Pictures |